# チルドレン・オブ・ザ・コーン5:恐怖の畑
『チルドレン・オブ・ザ・コーン5:恐怖の畑』（Children of the Corn V: Fields of Terror）は、1998年のホラー映画。『スティーブン・キング/アーバン・ハーベスト2』の続編であり、『チルドレン・オブ・ザ・コーン』シリーズの五作目にあたる。

## ストーリー
復興したガトリンの町とトウモロコシ畑で、やはり、新たな世代の子供たちによる信仰集団が潜んでいた。通りすがりの若者達が狙われてしまう。

## キャスト
- ステイシー・ガリーナ
- アレクシス・アークエット
- エヴァ・メンデス
- グレッグ・ヴォーン
- アンジェラ・ジョーンズ
- アーメット・ザッパ
- フレッド・ウィリアムソン
- デイヴ・バゾッタ
- オリヴィア・バーネット
- アダム・ワイリー
- デヴィッド・キャラダイン

## スタッフ
- 監督：イーサン・ワイリー
- 製作：ジェフ・ジョフレイ、ウォルター・ジョステン
- 原作：スティーヴン・キング
- 脚本：イーサン・ワイリー
- 撮影：デヴィッド・ルイス
- 音楽：ポール・ラブジョンズ
- 編集：ピーター・デヴァニー・フラナガン